# Аббатство Бухау
Аббатство Бухау, или Имперское аббатство Бухау (нем. Reichsstift Buchau) — коллегиальный орден регулярных каноников в Бад-Бухау (Баден-Вюртемберг, Германия).

## История монастыря

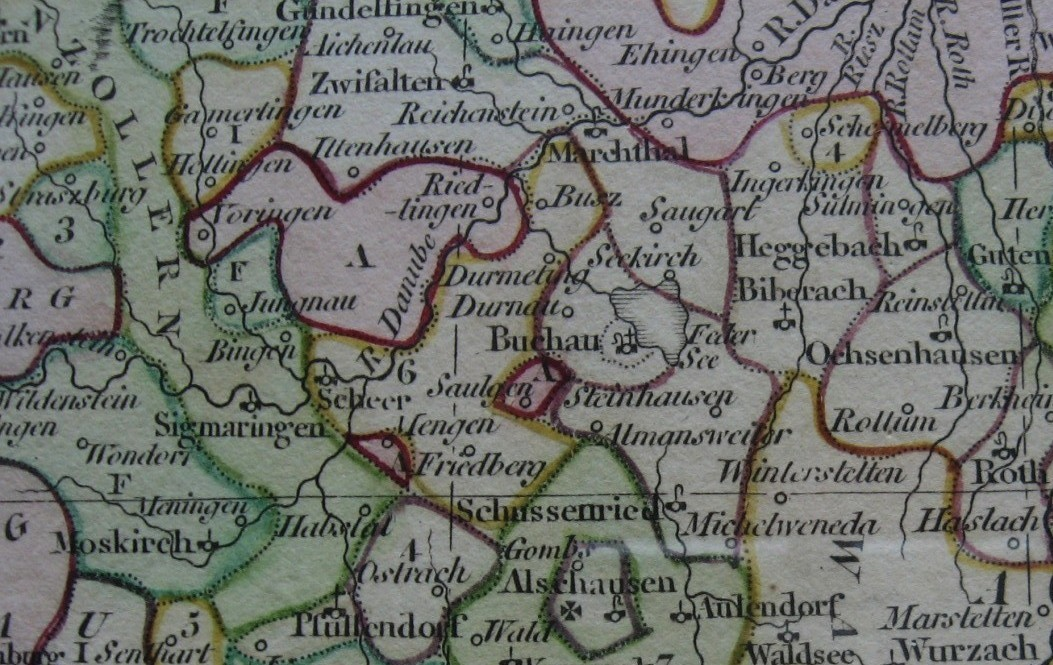

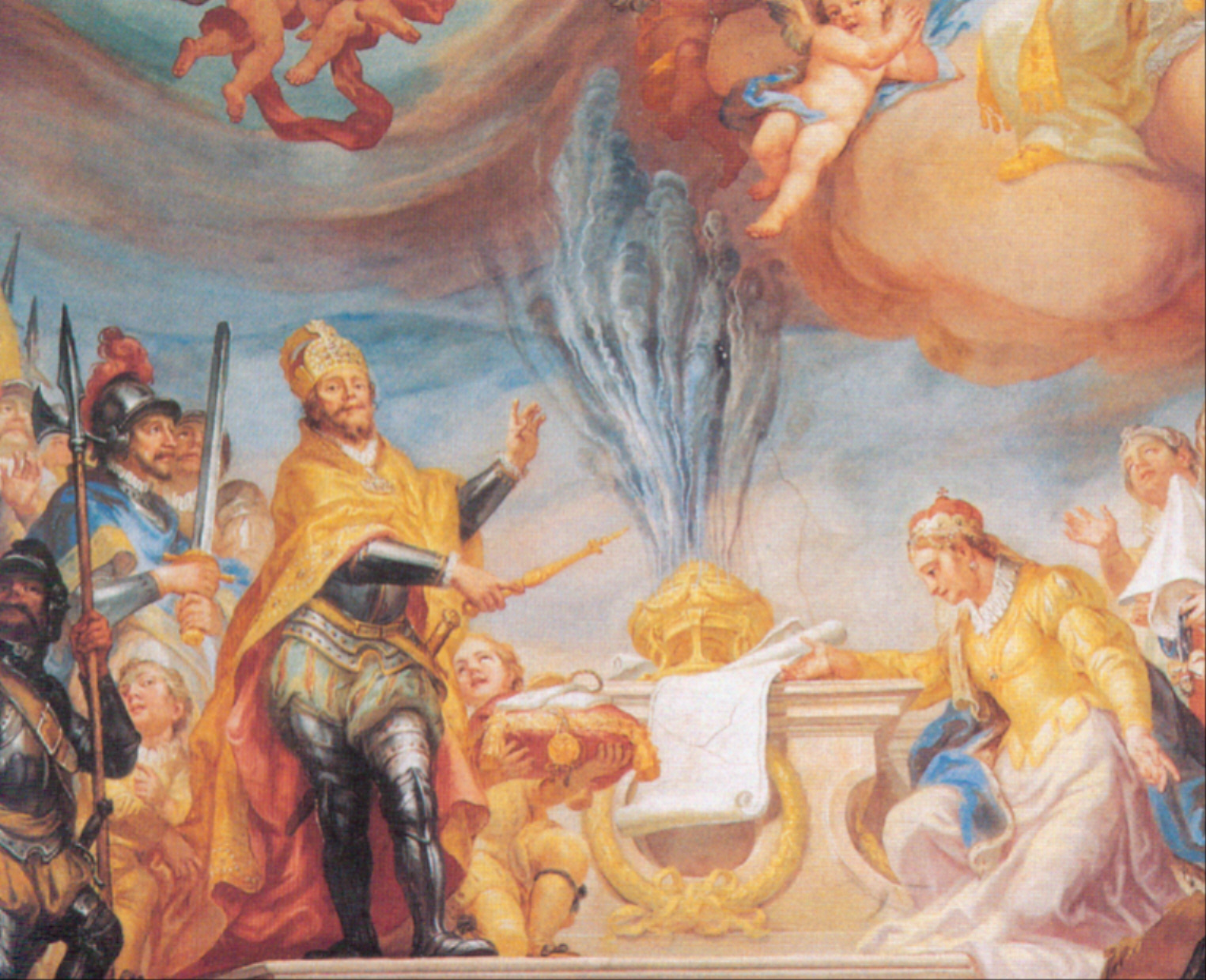

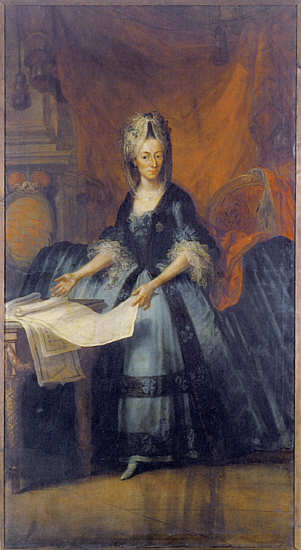

Согласно легенде, монастырь был основан ок. 770 года на острове озера Федерзее франкским графом Варином и его женой Аделиндис (до сих пор отмечается местного праздником под названием Аделиндисфест (Adelindisfest)). Людовик I Благочестивый в 819 г. подарил женскому монастырю имущество в Саулгау и Менгени, что мало обеспечивало экономическую стабильность аббатства. В 857 г. Людовик II Немецкий провозгласил аббатство частным религиозным домом императорской семьи и назначил на должность аббатисы свою дочь Ирменгарду (ум. 16 июля 866 года).
В XIII столетии аббатство считалось пристанищем августинских каноников, но позже стало орденом каноников из благородных семей Швабии. В 1347 году оно получило статус reichsunmittelbar (прямого подчинения императору), а настоятельница была возведена в ранг княгини-аббатисы.
В 1415 году аббатство стало светским. Оно смогло увеличить свою собственность, создав небольшую территорию. В 1625 году в подчинение аббатства Бухау вернулась феодальная сеньория Страссберг.
Во время секуляризации 1803 году имущество аббатства перешло в собственность Турн-и-Таксисов, а при их медиатизации 1806 году перешло к Вюртембергу, кроме сеньории Страссберг, перешедшей к Гогенцоллерн-Зигмарингену.
Аббатская церковь святых Корнелия и Киприана была построена на месте бывшей готической церкви между 1774 и 1776 годами архитектором Пьером Мишелем д’Икснаром и является одним из первых образцов неоклассического стиля в Южной Германии. Её украшают скульптуры Иоганна Йозефа Кристиана.